# Étagnières
Étagnières é uma comuna da Suíça, situada no distrito de Gros-de-Vaud, no cantão de Vaud. Tem 3,80 km² de área e sua população em 2018 foi estimada em 1.115 habitantes.